# Makiwara
Makiwara (em japonês:  巻藁, palha enrolada) é um poste plano, ou uma tábua, de madeira fincada num plano e forrada uma área na parte superior, que é utilizado como instrumento de treino em vários estilos de karate tradicional. Sua origem remonta basicamente à ilha de Okinawa, sendo o aparato uma forma de hojo undo, ou seja, uma método adicional de condicionamento físico.

## Emprego
O makiwara é usado pelos praticantes de algumas artes marciais (como o caratê, por exemplo) para treinar as técnicas de socos e pancadas — atemi-waza —, e assemelha-se deveras ao saco de pancada utilizado pelos boxeadores. Em que pese poder ser usada para o treino de diversas técnicas contundentes, o escopo mor da makiwara é desenvolver as técnicas de golpes certeiras — atemi-waza — e, bem assim, promover o condicionamento dos membros por meio da resistência experimentada no momento do impacto do golpe. Sucede que, um golpe fraco será devolvido para longe, pela makiwara, se o praticante não estiver numa postura adequada para suportar a energia do ataque.[a]
Seu emprego, todavia, há-de ser feito com cuidado e prudência, pois em excesso ou sem conhecimento mínimo, levando ao uso incorrecto, pode danificar as articulações, sendo, por conseguinte, desaconselhada para pessoas menores de dezesseis anos ou com problemas de calcificação.
O instrumento é muito versátil e pode ser usado para o treino de golpes distantes ou próximos, socos, chutes, golpes de cúbito ou joelho. E, segundo os métodos de Oquinaua, o treino é mais eficiente se os movimentos forem executados de diveros ângulos e muitas vezes ao dia, o que alguns mestres dizem que se deve pratica de cinquenta a cem vezes com cada membro. É que, de um ponto de vista pragmática, a prática regular faz tornar instintivas a respiração, a nocão de distância e absorção do impacto, eis que o organismo vai ficando condicionado.

### Técnicas
Basicamente, utilizam-se técnicas de punho/soco: Seiken/Ken waza, Shuto/Kaisho waza.
- Ken waza: fecham-se os dedos da mão contra a palma firmemente, apertando o polegar contra os dedos indicador e médio, devendo os dedos formarem uma superfície plana; em seiken, utilizam-se apenas os dedos indicador e médio.
- Kaisho waza: abrem-se os dedos em reta e unidos, de forma que a mão pareça uma faca.

## Manufatura
Os tipos mais ordinários do instrumento são feitos simplesmente plantando uma haste de madeira ao solo, à altura dos ombros do praticante. O cimo é revestido com alguma forma de acolchoamento, que consistirá na área útil de treino, para onde devem ser manejadas as técnicas. O revestimento tradicional é feito com corda de arroz. Hodiernamente, o revestimento da makiwara é feito com borracha ou outros materiais e, bem assim, a própria haste de madeira vem sendo substituída.

### Tipos de makiwara
Há dois tipos básicos de makiwara, uma rija e outra mais macia.
- Makiwara macia: é o tipo usada por caratecas iniciantes e são posicionadas em ângulo em relação ao solo.
- Makiwara rígida: depois de o praticante já ter condicionado mente e corpo no treinamento com o tipo macio, passa-se ao treino com o rígido. É posicionada em ângulo reto, aproximadamente.

Há ainda uma forma arredondada é tradicionalmente usada por praticantes de kyudo.

### Modelos de makiwara
- Shuri: é feita com uma tábua chata de madeira, talhada de forma a ficar com a área alvo até a altura do osso externo. É usada para o treino de golpes à curta distância.[5]

- Naha: é feita de modo semelhante ao modelo Shuri, mas tem altura diversa para uso em golpes em bases mais baixas, como Shiko dashi. É modelo mais usado pelos praticantes do estilo Goju-ryu.[5]

- Ude makiwara: é construída com um poste arredondado, o que permite uma variedade maior de movimentos, inclusive laterais.[6]